# Шерешевська волость
Шерешевська волость — історична адміністративно-територіальна одиниця Пружанського повіту Гродненської губернії Російської імперії (волость). Волосний центр — місто Шерешово.
Станом на 1885 рік складалася з 7 поселень, 3 сільських громад. Населення — 7188 осіб, 440 дворових господарств, 6179 десятин землі (2793 — орної).

## У складі Польщі
Після анексії Полісся Польщею волость отримала назву ґміна Шерешув Пружанського повіту Поліського воєводства Польської республіки (гміна). Адміністративним центром було місто Шерешово.
З ліквідованої ґміни Шенє розпорядженням Міністра Внутрішніх Справ 5 січня 1926 р. приєднано населені пункти: 2 села (Котелки, Староволя), 2 фільварки(Станіславове, Староволя) і 1 колонія(Берести).
Розпорядженням Ради Міністрів 19 березня 1928 р. села: Хідри Малі, Хідри Великі і Ясень та фільварки: Буянець і Засьби з ліквідованої ґміни Дворце Берестейського повіту включені до ґміни Шерешув Пружанського повіту.
Розпорядженням Міністра внутрішніх справ Польщі 23 березня 1928 р. передано до ґміни Шерешув:
- від ґміни Городечна — села Тимохівщина і Тараси та державний ліс урочища Пуща Шерешевська;
- від ґміни Сухополь — село Ялова.

1 квітня 1932 р. розпорядженням Міністра внутрішніх справ Польщі до ґміни приєднано населені пункти:
- з ліквідованої ґміни Ліново: колонія Бекешівка й урочища Бірки і Гай;
- з ліквідованої ґміни Котра: село Велике Село;
- із ґміни Сухополь: село Криниця і фільварок Криниця.

1 квітня 1934 р. Шерешово втратило статус міста і включене до ґміни Шерешув.
15 січня 1940 р. ґміна (волость) ліквідована у зв'язку зі створенням Шерешовського району.